# Grandstand
Grandstand was een Brits sportprogramma, dat van 11 oktober 1958 tot 28 januari 2007 door de British Broadcasting Corporation (BBC) op zaterdagmiddag werd uitgezonden. Het was een van de langstlopende Britse sportprogramma's en het eerste televisieprogramma van de BBC waarin meerdere sporten werden belicht. Het idee voor Grandstand kwam van televisieproducent Bryan Cowgill. Het programma werd wekelijks uitgezonden en duurde meer dan drie uur.
Peter Dimmock, de eerste presentator van het programma, stelde de titel Out and About! voor, maar BBC One-directeur Paul Fox koos voor Grandstand als titel. In het eerste jaar eindigde het elke week om kwart voor vijf 's middags, omdat anders het kinderprogramma Children's Hour ingekort zou moeten worden. Sinds het najaar van 1959 eindigde het om vijf uur 's middags, zodat ook verslag kon worden gedaan van de laatste sportuitslagen op zaterdag. Na Children's Hour, dat uiteindelijk tot veertig minuten werd ingekort, volgde het nieuwsprogramma Today's Sport.
Sinds 1981 werd ook een zondagse editie uitgezonden: Sunday Grandstand.